# Walter R. Cooney, Jr.
| (11739) Baton Rouge | 25. September 1998 | [1] |
| (15072) Landolt | 25. Januar 1999    | [2] |
| (16107) Chanmugam | 27. November 1999  |     |
| (20430) Stout | 25. Januar 1999    | [3] |
| (43083) Frankconrad | 19. November 1999  |     |
| (47045) Seandaniel | 29. November 1998  |     |
| (49350) Katheynix | 27. November 1998  |     |
| (53256) Sinitiere | 16. März 1999      |     |
| (79912) Terrell | 10. Februar 1999   | [4] |
| (85878) Guzik | 13. Februar 1999   | [4] |
| (268115) Williamalbrecht                                                                                                  | 7. Oktober 2004    | [5] |
| - [1] mit Matthew Collier - [2] mit Patrick M. Motl - [3] mit Susannah Lazar - [4] mit Ethan Kandler - [5] mit John Gross |                    |     |

Walter R. Cooney, Jr. (* 1962) ist ein US-amerikanischer Chemieingenieur, Amateurastronom und Asteroidenentdecker.
Er nutzt das Highland Road Park Observatorium (IAU-Code 747) in Baton Rouge im US-Bundesstaat Louisiana für seine Beobachtungen. Im Zeitraum von 1998 bis 2005 entdeckte er, teilweise zusammen mit seinen Kollegen, 47 Asteroiden.
Der Asteroid (35365) Cooney wurde am 7. April 2005 nach ihm benannt.